# Lolly Debattista
Emmanuel Debattista, detto Lolly (21 dicembre 1929 – 2 maggio 2021), è stato un calciatore e allenatore di calcio maltese, di ruolo difensore.

## Carriera

### Club

#### Calciatore
Prodotto del Floriana Ajax, ai tempi sezione giovanile del Floriana, Debattista fece il suo debutto in campionato il 28 febbraio 1948, inserito, come tanti altri giovani del vivaio, in prima squadra a 19 anni. Divenuto ben presto un simbolo dei Greens, militò con la sua unica squadra di club fino al 1963, vincendo in totale 7 campionati maltesi e 8 Coppe di Malta, e venendo premiato nel 1955 come calciatore maltese dell'anno, primo a ricevere tale riconoscimento. È ancora oggi considerato uno degli atleti più rappresentativi del calcio maltese.

#### Allenatore
Terminata la carriera da giocatore, Debattista iniziò quella di allenatore nelle giovanili del Floriana, divenendo assistente allenatore della prima squadra, guidata dal cugino Lolly Borg, nel 1961. Nel 1966 lasciò il club per passare al Siggiewi. Nel 1975 passò alla guida degli Ħamrun Spartans, conquistando la promozione nella massima divisione. Nella stagione successiva venne chiamato sulla panchina del Valletta, che riuscì a condurre alla vittoria di una Coppa di Malta e, l'anno successivo, alla conquista del double Campionato-Coppa nazionale.
Nel 1991 fece ritorno agli Ħamrun Spartans, che condusse alla vittoria di una Coppa di Malta 1991-92 e di una Supercoppa di Malta (1991). Nel 1994, al termine di una infruttuosa stagione alla guida del Senglea Athletic, decise di ritirarsi definitivamente dal calcio.

### Nazionale
Debattista ha fatto il suo debutto ufficiale con la maglia della nazionale maltese il 24 febbraio 1957, in occasione della prima gara ufficiale della rappresentativa giocata contro l'Austria. Ha collezionato in tutto 3 presenze con la propria selezione.
Nel 2025, in occasione di una votazione tenutasi per i 125 anni della Federazione calcistica di Malta, è stato inserito nella migliore formazione di tutti i tempi della nazionale maltese.

## Statistiche

### Cronologia presenze e reti in nazionale
| Cronologia completa delle presenze e delle reti in nazionale ― Malta | Cronologia completa delle presenze e delle reti in nazionale ― Malta | Cronologia completa delle presenze e delle reti in nazionale ― Malta | Cronologia completa delle presenze e delle reti in nazionale ― Malta | Cronologia completa delle presenze e delle reti in nazionale ― Malta | Cronologia completa delle presenze e delle reti in nazionale ― Malta | Cronologia completa delle presenze e delle reti in nazionale ― Malta | Cronologia completa delle presenze e delle reti in nazionale ― Malta |
| Data                                                                 | Città                                                                | In casa                                                              | Risultato                                                            | Ospiti                                                               | Competizione                                                         | Reti                                                                 | Note                                                                 |
| -------------------------------------------------------------------- | -------------------------------------------------------------------- | -------------------------------------------------------------------- | -------------------------------------------------------------------- | -------------------------------------------------------------------- | -------------------------------------------------------------------- | -------------------------------------------------------------------- | -------------------------------------------------------------------- |
| 24-2-1957                                                            | Gżira                                                                | Malta                                                                | 2 – 3                                                                | Austria                                                              | Amichevole                                                           | -                                                                    |                                                                      |
| 28-6-1962                                                            | Copenaghen                                                           | Danimarca                                                            | 6 – 1                                                                | Malta                                                                | Qual. Euro 1964                                                      | -                                                                    |                                                                      |
| 3-7-1962                                                             | Trondheim                                                            | Norvegia                                                             | 5 – 0                                                                | Malta                                                                | Amichevole                                                           | -                                                                    |                                                                      |
| Totale                                                               |                                                                      | Presenze                                                             | 3                                                                    |                                                                      | Reti                                                                 | 0                                                                    |                                                                      |

## Palmarès

### Giocatore

#### Club
- Campionato maltese: 7

Floriana: 1949-1950, 1950-1951, 1951-1952, 1952-1953, 1954-1955, 1957-1958, 1961-1962
- Coppa di Malta: 8

Floriana: 1948-1949, 1949-1950, 1952-1953, 1953-1954, 1954-1955, 1956-1957, 1957-1958, 1960-1961

#### Individuale
- Calciatore maltese dell'anno: 1

1954-1955
- Malta's best XI of all time (2025)

### Allenatore
- Campionato maltese: 1

Valletta: 1977-1978
- Coppa di Malta: 3

Valletta: 1976-1977, 1977-1978
Ħamrun Spartans: 1991-1992
- Supercoppa di Malta: 1

Ħamrun Spartans: 1991